# 美国纽约东区联邦地区法院
美国纽约东区联邦地区法院（在法律引用中缩写为 E.D.N.Y.；布魯克林聯邦法院）是美国的一个联邦地区法院，其管辖区涵盖整个长岛，包括属于纽约市的布鲁克林和皇后区，以及曼哈顿南边的斯塔滕岛。介于东区和南区间的水域由两区法院共同行使管辖权。该院有两处院址，分别位于布鲁克林和艾斯利普。该院受理位于其管辖区内的民事及刑事诉讼。本法院判决的案件如需上訴，需去联邦第二巡回上诉法院上诉，专利及《塔克法案》相关的案件需上诉至联邦巡回区法院。

## 參閱
- 纽约的法院
- 美國聯邦法院列表（英语：List of United States federal courthouses）
- 美國紐約聯邦法院列表（英语：List of United States federal courthouses in New York）